# Платоновка (Ростовская область)
Платоновка — хутор в Азовском районе Ростовской области.
Входит в состав Отрадовского сельского поселения, вместе с хутором Сонино, селом Отрадовка, хуторами Марков, Мечетка, Кульбакин, Григорьевка, Орловка и селом Советский Дар. Численность населения в Отрадовском сельском поселении – 2476 человек, из которых – 790 – работающих. 430 человек учащихся и 950 человек – пенсионеров. 

## География
Расположено в 70 км (по дорогам) южнее районного центра — города Азова.
Село находится на правом берегу реки Ея, по которой проходит граница с Краснодарским краем. 

### Улицы
- пер. Прудовой,
- ул. Охотничья.

## История
На хуторе Платоновка проживает 70 человек по состоянию на 2011 год. На территории хутора расположен дом культуры. Хутор оборудован централизованной системой водоснабжения. Подача газа на хутор Платоновка происходит от ГРС в районе поселка Южный и межпоселкового газопровода высокого давления II категории.

## Население
| 1989 | 2002 | 2010 |
| ---- | ---- | ---- |
| 87   | ↘76  | ↘62  |

## Достопримечательности
Среди списка достопримечательностей села Платоновка Азовского района Ростовской области – несколько памятников археологии. Время их создания датируются периодом II тысячи лет до нашей эры – XIV веком нашей эры. Этим археологическим объектам присвоена местная категория охраны, которая существует согласно Решению Местного Совета облсовета №301 от 18 ноября 1992 года. 
- Курган «Платоновка-1» - памятник археологии, который располагается на 300 метров севернее села Платоновка[5].
- Курган «Платоновка-2» - территория археологического объекта, который расположен на 1,5 километров севернее села Платоновка[6].
- Курган «Платоновка-3» ("Орлова могила")- территория памятника археологии, который расположен на 3 километра севернее села Платоновка[7].